# Чукалівська сільська рада
| Чукалівська сільська рада — орган місцевого самоврядування у Тисменицькому районі Івано-Франківської області з адміністративним центром у с. Чукалівка. 9 березня 1960 р. Станіславський облвиконком ухвалив рішення про приєднання Чукалівської сільради до Опришовецької. Відновлена 9 липня 1991 року. Водоймища на території, підпорядкованій даній раді: річка Бистриця Солотвинська. Сільській раді підпорядковані населені пункти: - с. Чукалівка |

## Склад ради
Рада складається з 18 депутатів та голови.

### Керівний склад ради
| ПІБ                      | Основні відомості                              | Дата обрання | Дата звільнення |
| ------------------------ | ---------------------------------------------- | ------------ | --------------- |
| Гаврилів Ігор Богданович | Сільський голова, 1967 року народження, освіта | 26.03.2006   | 31.10.2010      |

Примітка: таблиця складена за даними джерела